# 中村隆太
中村 隆太（なかむら りゅうた、1989年6月8日 - ）は、日本の俳優、モデル。神奈川県出身。身長182cm。B:93、W:73、H:90、S28cm。特技
サッカー、水泳、野球。趣味は音楽、映画鑑賞。

## 略歴
2007年、映画『この先百年の孤独』で山田海斗役で主演。
2008年4月、テレビドラマ『バッテリー』に主人公天才ピッチャー原田巧の好敵手天才スラッガー門脇秀吾（横手二中）役で出演。
2017年にヴァンセット・プロモーションを退社してフリーランスとなった。

## 人物
- 中学までサッカー部に所属。特技はサッカー。

## 出演

### 映画
- この先百年の孤独（2006年）
- 喧嘩番長2

### テレビドラマ
- 名探偵コナン 工藤新一への挑戦状（2006年、日本テレビ）
- ケータイ少女 〜恋の課外授業〜（2007年、独立UHF局などのローカル局及びファミリー劇場） - 柏木北斗 役
- バッテリー（2008年、NHK） - 門脇秀吾 役
- 美咲ナンバーワン!!（2011年、日本テレビ） - 藤坂隆太 役
- 赤川次郎原作 毒<ポイズン> 第7話（2012年11月15日、読売テレビ） - 末原拓馬 役

### 舞台
- 罠（2010年5月15日 - 6月10日、天王洲銀河劇場・他、日本テレビ制作） - 警官 役
- マケイヌバー(2016年11月8日 - 11月13日、シアター風姿花伝) - 里見良介 役
- 音楽劇 赤毛のアン(2014年-東京国際フォーラム)-フレッド役

### PV
- FUNKY MONKEY BABYS 「もう君がいない」（2007年）
- CLIFF EDGE 「SA・YO・NA・RA 〜 君を忘れないよ」(2009年)

### CM
- 三菱東京UFJ銀行
- パナソニック
- 三井住友VISAカード
- ニベア花王「8×4」
- エルセーヌ
- モスバーガー
- サーティワン アイスクリーム（2008年）- 店員 役
- NTTドコモ　企業「応援」篇（2008年） - 男子大学生 役
- ケンタッキーフライドチキン (2008年)

### その他
- 『Men's Cafe～メンズカフェ～』（2010年5月25日、ODAIBA TV）- ゲスト出演